# Ziada Jardine
Pour les articles homonymes, voir Jardine.
Ziada Jardine, née le 31 octobre 1984, est une nageuse sud-africaine.

## Carrière
Ziada Jardine remporte la médaille de bronze du 100 mètres brasse aux Championnats d'Afrique de natation 1998 à Nairobi. Aux Jeux africains de 1999 à Johannesbourg, elle est médaillée d'argent du 100 mètres brasse. Aux Championnats d'Afrique de natation 2002 au Caire, elle est médaillée d'argent du 200 mètres brasse. Elle est ensuite médaillée d'argent du 50 mètres brasse et médaillée de bronze des 100 et 200 mètres brasse aux Jeux africains de 2003 à Abuja. Aux Jeux afro-asiatiques de 2003 à Hyderabad, elle obtient la médaille d'or du 50 mètres brasse et la médaille de bronze du 100 mètres brasse.